# Lăstun
Lăstun, även kallad Dacia 500, var en stadsbil från Dacia som tillverkades mellan 1986 och 1992. Den blott tre meter långa bilen hade en tvåcylindrig luftkyld motor på 499 cc, producerade 22,5 hk med en bränsleförbrukning på 3,3 l/100 km (enligt tillverkaren) och en högsta hastighet 106 km/t. Karossen var av glasfiber. Bilen saknade nackstöd och var överhuvudtaget mycket spartansk.